# Liste der Bodendenkmäler in Bischbrunn
Auf dieser Seite sind die Bodendenkmäler in der unterfränkischen Gemeinde Bischbrunn zusammengestellt. Diese Tabelle ist eine Teilliste der Liste der Bodendenkmäler in Bayern. Grundlage ist die Bayerische Denkmalliste, die auf Basis des Bayerischen Denkmalschutzgesetzes vom 1. Oktober 1973 erstmals erstellt wurde und seither durch das Bayerische Landesamt für Denkmalpflege geführt wird. Die folgenden Angaben ersetzen nicht die rechtsverbindliche Auskunft der Denkmalschutzbehörde.

## Bodendenkmäler der Gemeinde

### Bodendenkmäler in der Gemarkung Bischbrunner Forst
| Lage                          | Objekt                                               | Akten-Nr.     | Bild |
| ----------------------------- | ---------------------------------------------------- | ------------- | ---- |
| Bischbrunner Forst (Standort) | Glashütte der 1. Hälfte des 17. Jahrhunderts.        | D-6-6122-0007 |      |
| Altenbucher Forst (Standort)  | Spätmittelalterliche bis frühneuzeitliche Glashütte. | D-6-6122-0008 |      |

### Bodendenkmäler in der Gemarkung Oberndorf
| Lage                 | Objekt                                               | Akten-Nr.     | Bild |
| -------------------- | ---------------------------------------------------- | ------------- | ---- |
| Oberndorf (Standort) | Spätmittelalterliche bis frühneuzeitliche Glashütte. | D-6-6123-0034 |      |